# Sylvan Lake (Canada)
Sylvan Lake is een plaats (town) in de Canadese provincie Alberta en telt 10.208 inwoners (2006).